# Platycleis buxtoni
Platycleis buxtoni är en insektsart som först beskrevs av Boris Petrovich Uvarov 1923.  Platycleis buxtoni ingår i släktet Platycleis och familjen vårtbitare. Inga underarter finns listade i Catalogue of Life.